# Karel Deschepper
Karel Deschepper (Dudzele, 1 augustus 1870 - Brugge, 15 augustus 1914) was een Belgisch kunstschilder, behorende tot de zogenaamde Brugse School.

## Levensloop
Hij was een zoon van Leopold Deschepper (Stalhille, 1843 - Brugge, 1910) en Virginia Strubbe (Oostkerke, 1849 - Brugge, 1938). Karel trouwde in 1912 met Elisa Delanghe (Brugge, 1888-1975) en ze kregen twee dochters.
Zijn jongere broer Lodewijk (Louis) Deschepper (1882-1914) was een begaafd musicus. Beide broers stierven kort na elkaar als tbc-lijders. 
Lodewijk Deschepper, van oorsprong landbouwer, werd in 1898 de eerste huisbewaarder van het Gruuthusemuseum. Na zijn dood volgde Leopold hem op.
Karel kreeg zijn opleiding tussen 1888 en 1895 aan de Academie voor Schone Kunsten Brugge bij Edmond Van Hove en Pieter Raoux. Hij werd actief lid van Kunst Genegen en nam deel aan tentoonstellingen en salons, in en buiten Brugge.
Hij schilderde in aquarel en olieverf, vooral portretten en stadsgezichten.